# Polytrichaceae
Polytrichaceae er en familie af mosser. De er generelt større end andre mosser og med en forstærket stængel, der gør dem stive. Bladene har en meget bred ribbe som på oversiden har lameller på langs. Alle arter i denne familie er topfrugtede og dioike. Deres peristom indeholder fra 32 til 64 tænder.
Fem slægter findes i Danmark med i alt 15 arter.
| Danske slægter |

- Atrichum
- Oligotrichum
- Pogonatum
- Polytrichastrum
- Polytrichum

| Øvrige slægter |

- Alophosia
- Atrichopsis
- Bartramiopsis
- Dawsonia
- Dendroligotrichum

- Hebantia
- Itatiella
- Lyellia
- Meiotrichum
- Notoligotrichum

- Plagioracelopus
- Polytrichadelphus
- Pseudatrichum
- Psilopilum
- Steereobryon